# Phoenicoprocta malapatagia
Phoenicoprocta malapatagia är en fjärilsart som beskrevs av William James Kaye 1919. Phoenicoprocta malapatagia ingår i släktet Phoenicoprocta och familjen björnspinnare. Inga underarter finns listade i Catalogue of Life.